# Fugawi
Fugawi war der Markenname der GPS-Software des 1995 gegründeten Unternehmens Northport Systems Inc. mit Sitz in Toronto, Kanada.
Das Hauptprodukt der Fugawi-Reihe war der Fugawi Global Navigator, der Tourenplanung und Echtzeitnavigation (benötigt einen GPS-Empfänger) zu Land, Wasser und Luft ermöglicht. Die Software unterstützt auch das Scannen und Kalibrieren von Papierkarten, die dann digital genutzt werden können. Der Fugawi Global Navigator läuft auf PCs ab Windows XP. Für den PDA gibt es die Zusatzsoftware PathAway. Neben dem Angebot an eigenen digitalen Karten unterstützt die Software zahlreiche gängige Kartenformate. Auf einem PDA installiert wird der Benutzer damit unabhängig vom Kartenangebot im Gegensatz zu GPS-Handgeräten, auf dem meist nur die Karten des Herstellers lauffähig sind. Fugawi unterstützt aber das Laden von Wegpunkten, Routen und Tracks auf oder vom GPS-Handgeräten.
Daneben gehörten zur Produktreihe Software für den Freizeit- und den professionellen Bereich zur Land- und Seenavigation, Straßennavigation und für militärische Anwendungen.
Fugawi war zusammen mit dem Konkurrenzprodukt QuoVadis Marktführer in diesem Softwaresegment.
Zum 31. Dezember 2019 hat Fugawi Software / Northport Systems Inc. jeglichen Betrieb eingestellt.